# Charles Perrault
Charles Perrault (født 12. januar 1628 i Paris, død 16. maj 1703) var en fransk embedsmand og forfatter, bror til Claude Perrault. 
Han var advokat og fuldmægtig hos sin bror Pierre, der var generalskatteopkræver. Colbert overdrog ham i 1664 opsynet med de kongelige bygninger og bestemmelsen af de offentlige indskrifter, grunden til Académie des inscriptions et belles-lettres. I 1671 blev han medlem af Akademiet. Her fejrede han 1687 Ludvig XIV's helbredelse med oplæsning af et digt Le siècle de Louis le Grand, der gav stødet til en langvarig krig mellem klassisk og moderne. 
På trods af Boileau og den hidtil eneherskende forgudelse af antikken hævdede Perreault fremdeles i sine Parallèles des anciens et des modernes (2 bind, 1688—98) sin egen tids letvundne overlegenhed på alle områder, ligesom han i Les hommes illustres qui ont vécu en France pendant ce siècle (2 bind, 1696—1701) ret kritikløst gav sejren til alle sine samtidige. Skønt denne forherligelse på mange punkter var lidet holdbar, gav tidsstemningen ham dog medhold; pseudoklassicismen havde overlevet sig selv. 
Perrault vandt sit ry ved med elskværdig og barnlig lethed at fortælle de gamle folkeeventyr om Rødhætte, Askepot, Hertug Blåskæg, den bestøvlede kat osv.: Les contes de ma mère l'Oye (1697), der oversattes på alle sprog og fandt talrige efterligninger. Perraults eventyr foreligger i mange udgaver, således ved Lacroix (1877), ved Dillaye (1880) og illustrerede af Doré (1861). Hans Mémoires udkom 1759, hans udvalgte værker ved Collin de Plancy (1826) og Lacroix (1842).